# Erik Olin Wright
Pour les articles homonymes, voir Wright.
Erik Olin Wright (né le 9 février 1947, à Berkeley en Californie, mort le 23 janvier 2019 à Milwaukee, Wisconsin) est un sociologue américain.
Professeur de sociologie émérite de l'Université du Wisconsin à Madison, il a également été président de l'American Sociological Association, charge qu'il a exercée d'août 2011 à août 2012.

## Travaux
Les travaux de Wright traitent principalement de l'étude des classes sociales, avec comme objectif de moderniser le concept marxiste de classe.
Wright a souligné l'importance du contrôle des moyens de production dans la définition d'une classe, pendant que, dans le même temps, il essaie de prendre en compte le cas des salariés qualifiés, s'inspirant dès lors du concept webérien d'autorité. Selon lui, les salariés avec des capacités recherchées sont dans une contradictory class location (d'après le terme qu'il utilise dans son ouvrage majeur Classes, ce que l'on pourrait traduire par une position de classe contradictoire) parce que, bien qu'ils ne soient pas capitalistes, ils sont plus précieux au propriétaire des moyens de production que les travailleurs moins compétents, le propriétaire des moyens de production essaie donc d'acheter leur loyauté en leur donnant des parts de ses entreprises et en les dotant d'une autorité sur ses collègues de travail. Ainsi les travailleurs qualifiés tendent à être plus proches des intérêts des « patrons » que de ceux des autres salariés.
Publié en 1997, Class Counts tient une place particulière dans son œuvre. Travail théorique, mais aussi empirique, cet ouvrage utilise les données collectées dans plusieurs pays industrialisés, y compris les États-Unis. Un résumé des acquis théoriques d'Erik Olin Wright sur la question des classes a été publié en français dans l'article « Comprendre la classe ». Plus récemment, dans le cadre d'un projet intitulé "Envisionning Real Utopias", Erik Olin Wright s'est attaché à décrire les modalités d'un dépassement du capitalisme, en définissant une « boussole de l'émancipation ». Dans son ouvrage qui présente cette recherche, intitulé en français Utopies réelles, il s'efforce d'identifier des modalités d'action opératoires pour fonder une plus grande justice sociale et politique, en visant donc des "utopies" qui soient "désirables", "viables" et "faisables". En France, les thèses de ce livre ont été discutées par Jérôme Baschet.

## Œuvre
- Class, Crisis and the State, Londres, New Left Books, 1978
- Classes, Londres, Verso, 1985
- (avec Elliott Sober  and Andrew Levine) Reconstructing Marxism: Essays on Explanation and the Theory of History, Verso Press, 1992.
- Interrogating Inequality: Essays on Class Analysis, Socialism and Marxism, Londres, Verso, 1994
- Class Counts: Comparative Studies in Class Analysis, Cambridge, Cambridge University Press, 1997
- Envisioning Real Utopias, Londres, Verso, 2010 Publié en français sous le titre Utopies réelles, traduit par Vincent Farnea et João Alexandre Peschanski, Paris, La Découverte, coll. « L'horizon des possibles », 2017, 613 p.  (ISBN 978-2-7071-9107-6)
- Understanding class, Londres, Verso, 2015
- Erik Olin Wright (trad. de l'anglais par Christophe Jaquet et Rémy Toulouse, postface Laurent Jeanpierre), Stratégies anticapitalistes pour le XXIe siècle, Paris/27-Mesnil-sur-l'Estrée, La Découverte, 2020, 184 p. (ISBN 9782348055621).